# STS-51-L
La STS-51-L fue el vigésimo quinto vuelo del programa del transbordador espacial estadounidense, que marcó la primera vez que un civil había volado a bordo del transbordador espacial. La misión usó el transbordador espacial Challenger, que despegó desde la plataforma 39B el 28 de enero de 1986 desde el Kennedy Space Center, Florida. La misión acabó en desastre junto con la destrucción del Challenger 73 segundos después de despegar a causa de un fallo del sellado de una junta tórica en el cohete sólido (SRB) derecho del Challenger.

## Tripulación

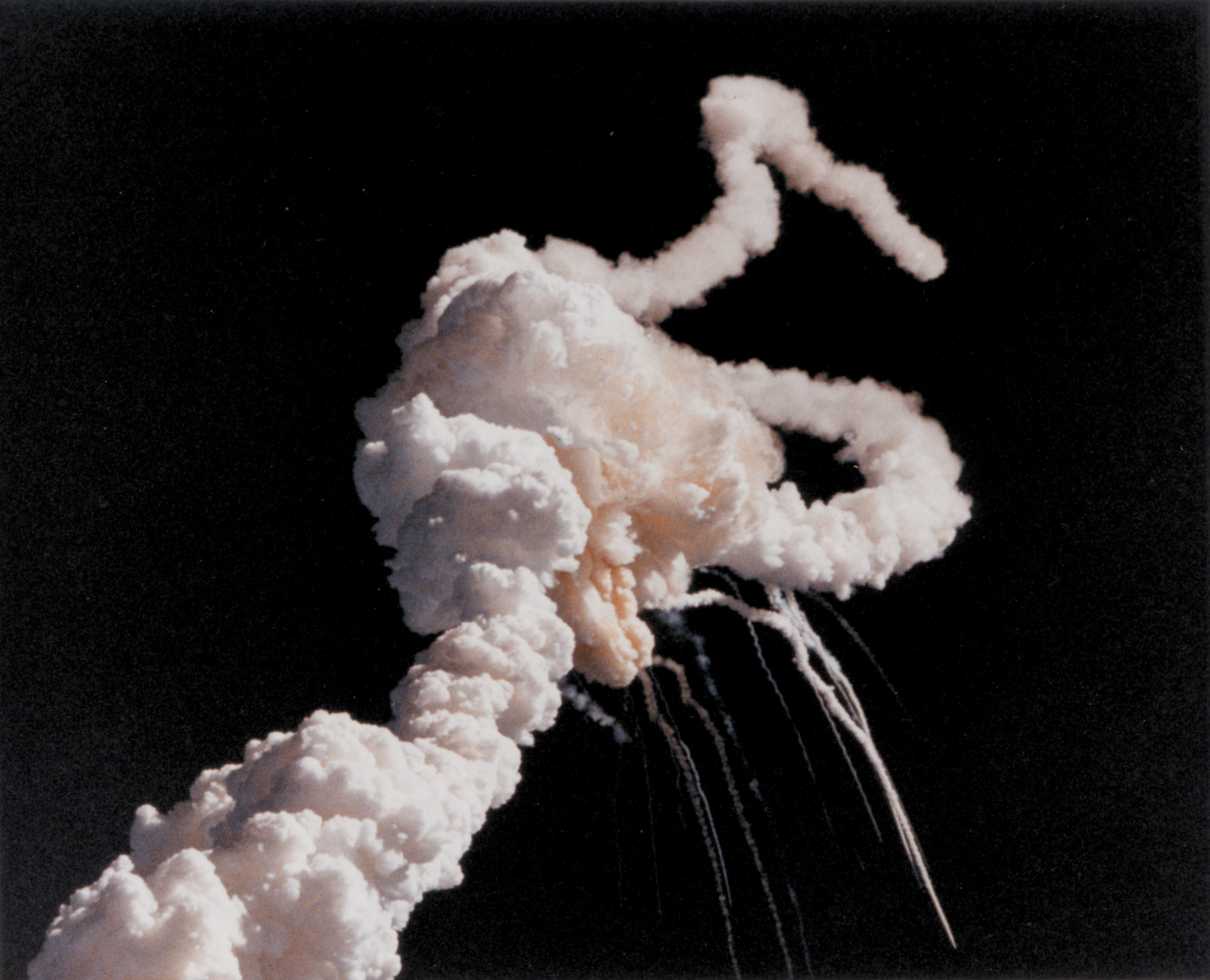
La imagen icónica de la pluma de humo del transbordador espacial Challenger después de desintegrarse 73 segundos después de despegar. El accidente causó la muerte a los siete tripulantes de la misión STS-51-L.

- Francis "Dick" Scobee (2), Comandante
- Michael J. Smith (1), Piloto
- Judith Resnik (2), Especialista de la misión
- Ellison Onizuka (2), Especialista de la misión
- Ronald McNair (2), Especialista de la misión
- Gregory Jarvis (1), Especialista de la carga
- Sharon Christa McAuliffe (1), Especialista de la carga (Programa Maestro en el Espacio)

(1) número de vuelos espaciales hechos por cada miembro de la tripulación, hasta la fecha inclusive esta misión.>
En caso de que la profesora McAuliffe fuera descalificada del vuelo, sería reemplazada por la profesora de reserva seleccionada por la NASA:
- Barbara Morgan, Profesora de reserva

## Parámetros de la misión
- Masa:

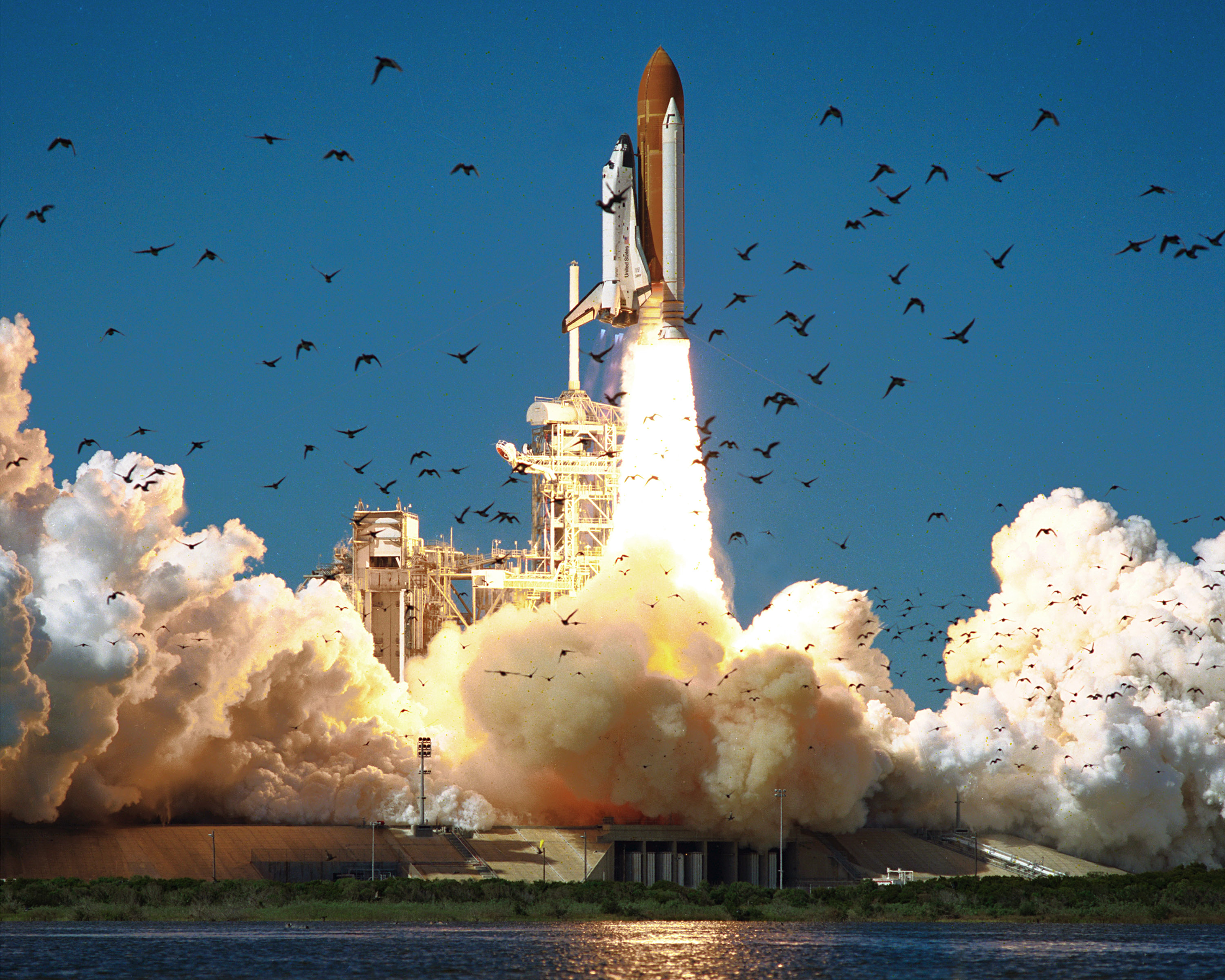
Lanzamiento del Challenger al inicio de la STS-51-L.

  - Orbitador al despegue: 121 778 kg
  - Orbitador al aterrizaje: 90 584 kg (planeado)
  - Carga: 21 937 kg
- Perigeo: ~285 km (planeado)
- Apogeo: ~295 km (planeado)
- Inclinación: 28,45° (planeado)
- Período: ~90,4 min (planeado)
- Duración: 73 segundos (6 días 0 horas 34 minutos planeado)